# ثورة أستاذ سيس
ثورة أستاذ سيس وأستاذسيس رجل فارسي الأصل إدعى النبوة وتبعه خلق كثير، وقاد ثورة مسلحة على الدولة العباسية بين عامي ( 150 هـ - 151 هـ) ، وسيطر على مناطق واسعة في خراسان وسجستان وتغلب على والي خراسان للدولة العباسية، وأستفحل أمره، ووجه الخليفة أبو جعفر المنصور لقتاله عدداً من القادة فغلبهم وانتصر عليهم، حتى وجه إليه أخيراً القائد خازم بن خزيمة التميمي فتمكن منه وقتله قُرب مدينة هراة عام 151 هـ وقتل من أتباعه أكثر من تسعين ألفاً، وفرض الأمن في بلاد خراسان.

## سابقة
كان أستاذ سيس رجلاً فارسياً الأصل إدعى النبوة، وتبعه أكثر من ثلاثمائة ألف في خراسان، وكان يدعوا إلى تحرير البلاد الفارسية من إحتلال العرب العباسيين كما يزعم، فظهر في الجبال قُرب مدينة هراة، وأخذ يدعوا إلى نفسه، وأستطاع التغلب على عدداً من القادة وقتل بعضهم، وأنتشر خبره في الأنحاء.

## القضاء عليه
في عام 151 هـ وجه أبو جعفر المنصور جيشاً من أربعين ألف مقاتل مع القائد خازم بن خزيمة لقتال مدعي النبوة أستاذ سيس وإعادة فرض النظام في خراسان، فتحرك القائد خازم بن خزيمة من بغداد حتى عسكر في مدينة الري، ومنها أخذ خازم يرتب جيشه، فجعل على الميمنة الهيثم بن شعبة التميمي، وعلى الميسرة نهار بن الحصين التميمي ثم تقدم إلى أراضي خراسان التي سيطر عليها أستاذ سيس.
ودارت المعركة بين الطرفين، فقد قام أستاذ سيس بتقديم قائد جيشه الحريش السجستاني لقتال خازم، فأشتبك معه خازم بن خزيمة في معركةٍ عنيفة، ظفر فيها خازم، وقتل الحريش السجستاني، وقتل من أتباعه سبعين ألفاً، وأسر أربعة عشراً ألفاً أخرين، فامر بهم جميعاً فضربت أعناقهم، وأستطاع أستاذ سيس الفرار إلى الجبال، فطارده القائد خازم بن خزيمة حتى ظفر به وقتله.